# Wilhelm Sohn
Johann August Wilhelm Sohn (født 29. august 1830, død 16. marts 1899) var en tysk maler.
Sohn indtager ligesom sin onkel og svigerfader, Karl Ferdinand Sohn, en fremtrædende plads blandt de düsseldorfske malere. Han studerede under sin svigerfader og Schadow og blev 1874 lærer, senere professor ved Düsseldorfs Akademi. Bekendte værker Christus på søen (Dusseldorfs Museum), Samvittighedsspørgsmål (Karlsruhe Galeriet), Konsultation hos advokaten (1866, Leipzig-Museet) etc.